# 무라카미 무네타카
무라카미 무네타카(일본어: 村上 宗隆, 2000년 2월 2일 ~ )는 일본의 프로 야구 선수이며, 현재 센트럴 리그인 도쿄 야쿠르트 스왈로스의 소속 선수(내야수)이다. 구마모토현 구마모토시 히가시구 출신이다.
NPB에서의 아시아인 타자, 좌타자로서의 시즌 최다 홈런 기록 보유자(2022년, 56호, NPB 사상 역대 2위), 레이와 시대 최초이자 역대 최연소 타격 부문 3관왕(NPB 사상 8번째) 달성자다. 통산 100홈런 및 시즌 100타점 NPB 사상 최연소 기록(21세 7개월), 세리그 MVP 수상 최연소 기록(21세), 시즌 40홈런 최연소 기록(22세 6개월), 시즌 50 홈런 최연소 기록(22세 7개월), 세계 최초가 되는 5연타석 연속 홈런 기록과 역대 일본인 단일 시즌 최다 홈런의 소유자이다.
요시모토 흥업과 매니지먼트 계약을 맺고 있다.

## 인물

### 프로에 들어가기 전
클럽팀에서 야구를 하던 형의 영향으로 4살 무렵부터 캐치볼을 하게 됐다. 아버지에 따르면 무네타카는 유치원에 다닐 때 형과 함께 야구를 배우다가 곧바로 ‘프로 야구 선수가 되고 싶다’고 말했다고 한다. 구마모토 시립 다쿠마미나미 초등학교(구마모토시 히가시구)에 입학하여 자신도 형과 같은 클럽팀에 입단하면서 본격적으로 야구를 시작하게 됐다.
초등학교 3학년 때 이데 랏쿄가 교장을 맡고, 전직 프로 야구 선수였던 이마이 조지, 미후네 히데유키가 지도하고 있던 ‘PBA 야큐주쿠’에 들어갔는데 야큐주쿠의 코치로서 불리고 있던 전 프로 선수인 마쓰나가 히로미로부터 인코스 치는 법 등을 배웠다. 4학년 때에 연식 야구팀 《다쿠마미나미 소야구 클럽》에 들어가 6학년 때 전직 프로 야구 선수인 요시모토 료의 아버지가 지도하고 있는 경식 야구팀 《구마모토 히가시 리틀 시니어》에 들어갔다. 구마모토 시립 나가미네 중학교에 입학하면서 2학년 겨울에 규슈 선발팀으로 중화민국에 원정갔고 마스다 슈, 니시우라 하야토 등과 팀 동료가 된다.
규슈가큐인 고등학교에서는 1학년 때부터 주전 1루수로 고정됐고 같은 해(2015년) 하계 구마모토 대회에서 우승을 이끌었다. 이 대회에서는 4번 타자로 급거 기용돼 첫 타석에서 만루 홈런을 터뜨리는 등의 데뷔를 이뤄냈다. 그해 하계 고시엔 대회에 4번 타자로서 출전하는 것도 이시카와현의 유각칸 고등학교를 상대로 무안타에 그쳐 첫 경기에서 패했다. 1학년 가을부터 포수를 맡아 2학년 여름과 3학년 여름 모두 구마모토 대회 결승까지 진출하였지만 모두 슈가쿠칸 고등학교에 패해 고시엔에 출전한 것은 1학년 여름의 한 차례뿐이었다. 통산 52홈런을 기록했다. 그 뛰어난 장타력으로부터 일부에선 《히고의 베이브 루스》라고 불리고 있었다. 2학년 선배로는 이세 히로무, 1학년 선배로는 요시노 데루키가 있었는데 특히 요시노와는 배터리도 구성했다. 또한 고등학교 2학년 때인 2016년에는 구마모토 지진을 경험했다.

### 드래프트 회의
2017년 10월 26일에 열릴 드래프트 회의를 앞두고 무라카미에 입찰한 도쿄 야쿠르트 스왈로스, 요미우리 자이언츠, 도호쿠 라쿠텐 골든이글스 등 3개 구단을 포함한 7개 구단이 1순위 지명으로 경합을 벌인 와세다 실업고등학교의 기요미야 고타로(추첨 결과 홋카이도 닛폰햄 파이터스가 협상권을 획득)와 함께 일각에서는 ‘동쪽의 기요미야, 서쪽의 무라카미’라고 표현할 정도로 주목을 받고 있었다. 그리고 드래프트 회의 당일 추첨을 통해 기요미야를 지명하지 못한 야쿠르트·요미우리·라쿠텐 등 3개 구단이 경합을 벌이면서 추첨 끝에 야쿠르트가 무라카미의 협상권을 획득했다. 구마모토현 출신 선수의 드래프트 1순위 지명은 2013년 드래프트 회의에서 한신 타이거스로부터 1순위에 지명된 이와사다 유타(요코하마 상과대학) 이래이며 고등학생으로서는 2007년에 요미우리로부터 지명된 후지무라 다이스케(현립 구마모토 공업고등학교) 이래였다. 야쿠르트의 지명을 받은 뒤 장래의 목표를 묻는 질문에 “홈런뿐만 아니라 희생 플라이와 진루타 등 상황에 맞는 타격으로 팀에 기여할 수 있는 선수가 되고 싶다. 그리고 언젠가는 일장기를 짊어지고 싶다”라고 말했다. 11월 12일에 계약금 8,000만 엔, 연봉 720만 엔으로 가계약을 맺었고(금액은 추정치) 등번호는 55번으로 결정됐다. 고등학교 시절의 수비 위치는 포수와 1루수였지만, 프로에 들어간 후에는 3루수로 이동되면서 등록도 내야수로의 입단하게 됐다. 12월 22일에는 야마다 데쓰토와 블라디미르 발렌틴에게 제자가 되겠다고 밝혔다.

### 야쿠르트 시대

#### 2018년
4월말 기준으로 28경기에 출전, 4번 타자 겸 3루수로서 2군 리그에 선발 출전해 타율 0.311, 3홈런, 20타점을 기록했다. 6월에는 타율 0.315, 6홈런, 14타점, 7개의 도루를 기록하여 월간 MVP를 수상했다. 야쿠르트의 고졸 신인이 월간 MVP를 수상하는 것은 2011년의 야마다 데쓰토 이래 처음이다. 7월 12일에 프레쉬 올스타전(하루카 유메 구장)에 4번 타자 겸 1루수로 선발 출전해 1안타 1도루를 기록했다. 9월 16일에 1군 승격, 같은 날 히로시마 도요 카프전에서 6번 타자 겸 3루수로 선발 출전해, 2회에 첫 타석에서 첫 홈런을 기록했다. 이것은 2000년대 출생의 선수가 1군 공식전에서 기록한 일본 프로 야구 사상 최초의 홈런이 되었다. 무라카미는 이날 경기에 관해서 “첫회의 에러를 되찾으려고 타석에 들어갔다. 프로 첫 타석이 홈런이 되어 좋았다”라고 소감을 밝혔다. 첫 타석 이후에는 13타석에서 무안타 2볼넷을 기록하여 그해 1군에서의 안타는 이 홈런에만 머물렀지만 2군에서의 성적은 타율 0.288, 17홈런, 70타점, 16도루와 고졸 신인으로서 남다른 좋은 성적을 냈다. 11월 27일, 2군의 이스턴 리그에서 우수 선수상, 신인상, 노력상에 선정됐다. 다음 시즌을 앞두고는 전년 대비 5%, 80만 엔이 상승한 추정 연봉 800만 엔으로 계약했다.

#### 2019년
시범 경기에서부터 뚜렷한 결과를 남겨 6번 타자 겸 3루수로서 자신의 첫 개막전에 선발 출전했다. 19세 1개월에서의 개막전 선발 출장은 1959년의 니시오카 세이키치(당시 21세 10개월)의 구단 기록을 경신했다. 5월 11일 요미우리전에서 양대 리그제 도입 이후 역대 18번째가 되는 고졸 2년차 이내에서의 두 자릿수 홈런이 되는 10호 홈런을 치고, 팀 38경기째에서의 도달은 고졸 2년차 이내에서는 가장 빨랐다. 5월 12일 요미우리전에서 프로 데뷔 후 처음으로 4번 타자로 출전했다. 6월 이후에는 수비의 어려움과 사카구치 도모타카의 이탈로 인해 거의 1루수로 출전했다. 올스타전에서는 3루수 부문에서 팬 투표 1위로 선출돼 홈런 더비에도 출전했다. 8월 12일의 DeNA전에서는 야마사키 야스아키로부터 25호 역전 끝내기 2점 홈런을 때려내면서 끝내기 홈런의 최연소 기록을 경신했다. 8월 22일, 고졸 2년차의 선수로서는 센트럴 리그 최초가 되는 시즌 30호 홈런을 쳤다. 9월 4일의 히로시마전에서의 적시타로 87타점에 도달해 나카니시 후토시가 기록한 고졸 2년차 이내 시즌 최다 타점 일본 기록을 넘었다. 또한 9월 21일에 시즌 36호 홈런을 치면서 나카니시 이후가 되는 고졸 2년차 이내에 있어서의 시즌 최다 홈런 일본 기록에 넘어섰다. 위에서 말한 바와 같이 무라카미는 홈런이나 타점과 관련한 수많은 고졸 2년차 이내, 미성년에서의 기록을 바꾸어 최종적으로 팀내 유일한 기록이 되는 시즌 전체 143경기에 출전하여 36홈런, 96타점(양대 리그 3위)을 기록한 반면, 타율은 0.231로 규정된 타석에 도달한 선수로서는 리그 최저 기록이다. 삼진수에 따르면 2004년에 이와무라 아키노리가 기록한 173개의 삼진을 뛰어넘는 184개의 삼진을 기록, 센트럴 리그 기록 및 일본인 선수의 최다 기록을 경신했다. 연봉 협상에서는 4,500만 엔(전년 대비로부터 3700만 엔 증가)이라는 조건으로 계약했다. 무라카미도 위에서 언급한 활약상을 인정받아 그해 도루왕을 획득한 한신의 지카모토 고지에게 39표 차이를 앞서 무난하게 센트럴 리그 최우수 신인(신인왕)을 수상했다.

#### 2020년
프로 3년차로 개막전부터 4번 타자 겸 3루수로서 기용됐다. 6·7월은 타율 0.339, 6홈런, 37타점과 개막 이후에 좋은 성적을 남겨 구단 최연소인 20세 나이에 월간 MVP로 선정됐다. 또 7월에 31타점을 기록하여 1991년 6월 히로사와 가쓰미가 기록한 구단의 일본인 월간 타점 기록(29타점)을 경신했다. 11월 5일 한신전에서는 2차례 출루하여 2도루, 3도루, 홈스틸로 한 이닝 세 차례 도루에 성공했다. 최종적으로 전체 120경기에 출전해, 타율 0.307(리그 5위), 28홈런(동 2위 타이), 86타점(동 2위), 130안타(동 5위), 30개의 2루타(동 2위 타이)를 기록했다. 또한 출루율 0.427, 장타율 0.585, 득점권 타율 0.352, OPS 1.012, 87사구는 모두 리그 1위를 기록하여 자신의 첫 타격 타이틀이 되는 최고 출루율을 획득했다. 20세 시즌에 최고 출루율 획득과 전 경기 4번 출전은 모두 역대 최연소 기록이 되면서 2년 연속 전 경기 출전도 기록했다. 한편, 삼진 수는 리그 톱의 115개, 실책 수는 리그 2위의 14개를 기록했다. 연봉 협상에서 1억 엔(전년 대비 5,500만 엔 인상)의 조건으로 계약했다. 한편 4년차 만에 1억 엔에 도달하여 후루타 아쓰야, 아오키 노리치카, 오가와 야스히로를 넘어선 구단 내 가장 빠른 타이 기록이며, 구단 최연소 기록이기도 하다. 더욱이 고졸 4년차에서의 1억 엔 도달은 다나카 마사히로, 다르빗슈 유를 넘어선 일본 프로 야구에서의 역대 가장 빠른 타이 기록이 됐다.

#### 2021년

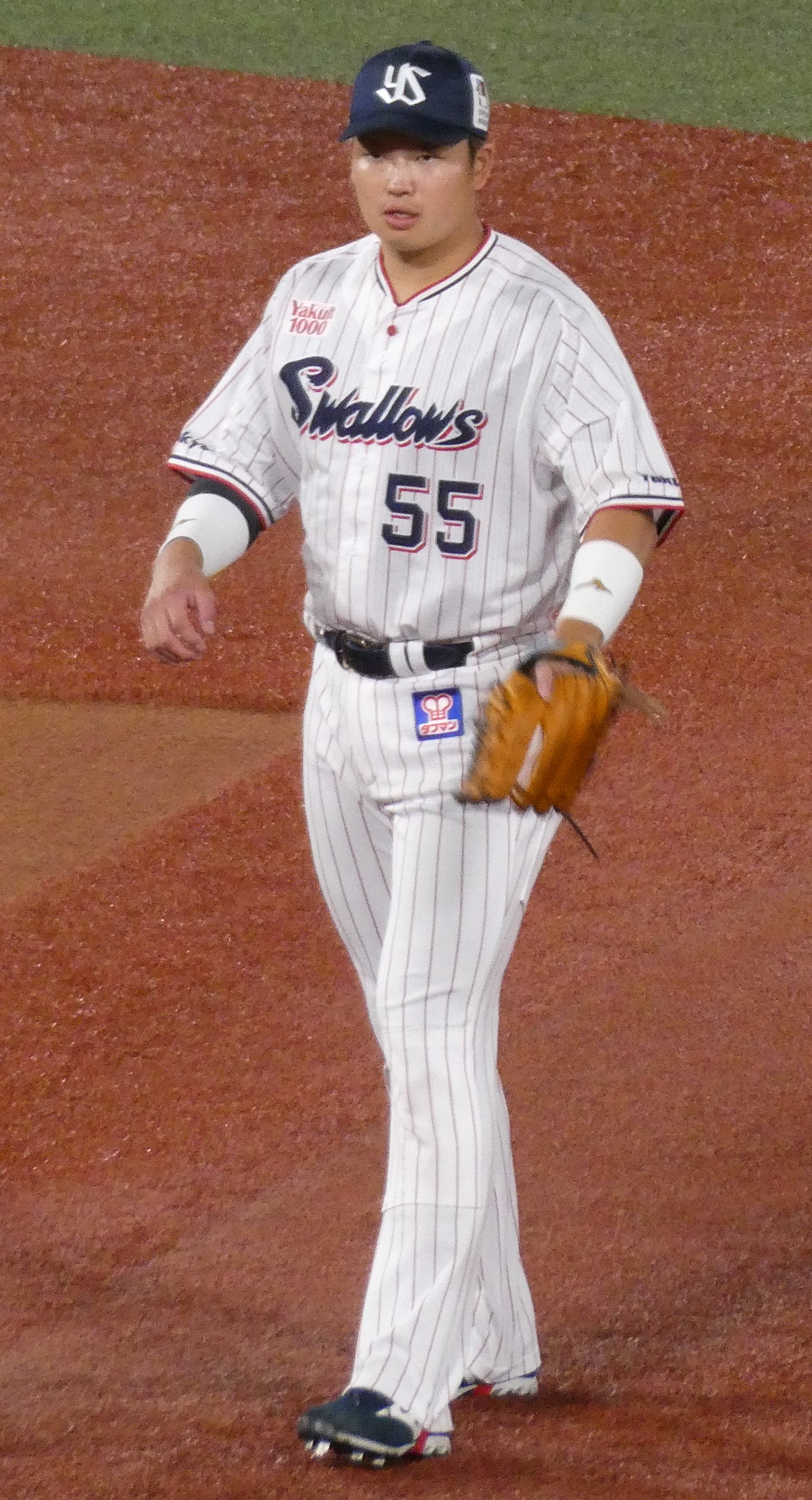
2021년 10월 10일, 메이지 진구 야구장에서

전년도에 이어 전 경기에서 4번 타자를 맡아 전반기에는 26홈런(리그 2위), 61타점(리그 3위)을 기록했다. 후반기에서는 2할 5푼대였던 타율을 크게 올리면서 나름대로 힘을 쓰는 등 타점을 지속적으로 쌓아가며 팀을 선두 자리로 올리는 역할을 맡았다. 9월 19일에는 역대 최연소가 되는 21세 7개월로 통산 100홈런에 도달해 1989년에 기요하라 가즈히로가 기록한 21세 9개월에서의 달성 기록을 32년 만에 갈아치웠다. 10월에는 부진에 허덕인 영향으로 홈런은 40호에 도달하지 않았고 오카모토 가즈마(요미우리)에게 1타점 차이로 타점왕 타이틀을 놓쳤다. 그래도 본인으로서는 처음으로 홈런왕 타이틀을 오카모토와 함께 획득했다. 볼넷 수는 106개로 2년 연속 리그 1위를 기록했고 출루율도 전년도와 마찬가지로 40%를 돌파했다. OPS는 리그 2위인 0.974를 기록했고, 자신의 첫 리그 우승에 크게 기여했다. 오릭스 버펄로스와 맞붙은 일본 시리즈에서도 전체 6경기를 4번 타자으로 풀이닝 출전했는데 특히 1차전과 5차전에서 홈런을 쳤다. 팀은 4승 2패의 성적으로 일본 시리즈 정상에 오르면서 리그 우승에 더해 일본 시리즈 우승도 동시에 경험했다. 시즌 종료 후의 NPB 시상식에서는 센트럴 리그 MVP를 수상했다. 21세 나이의 센트럴 리그 MVP 수상은 1996년 마쓰이 히데키(요미우리)를 제치고 최연소 MVP를 차지하는 영예를 안게 됐다. 좌타자의 MVP 수상은 야쿠르트 구단 역사상 로베르토 페타지니 이래 20년 만의 일이며 일본인 좌타자로는 와카마쓰 쓰토무 이래 43년 만에 두 번째 수상이다. 또한 타율 2할대에서의 MVP 수상은 투수·포수 이외에서는 센트럴 리그 사상 최초가 됐다. 12월 20일, 연봉 협상에서 1억 2,000만 엔이 상승한 연봉 2억 2,000만 엔으로 재계약을 맺었다.

#### 2022년
4월 2일의 DeNA전에서 끝내기를 쳤다. 5월 6, 7일의 요미우리전(모두 도쿄돔)에서 2경기 연속 만루 홈런을 쳤으며, NPB에서는 2018년 스기모토 유타로 이후 사상 9번째, 세리그에서는 2006년 타이론 우즈 이후 사상 3번째로 쾌거를 달성했다. 교류전에 들어간, 5월 24일의 홋카이도 닛폰햄 파이터스전(진구 야구장)에서는 키타야마 코키로부터 끝내기 홈런, 6월 12일 후쿠오카 소프트뱅크 호크스전에서는 카야마 신야로부터, 결승타가 되는 역전 만루 홈런을 치는 등, 전 18경기에서 타율 0.351, 6홈런, 13타점의 활약에 의해, 교류전 MVP에 빛났다. 또 6월은 타율 0.410, 14홈런, 35타점의 성적으로 월간 MVP로 선정됐다. 7월 13일 주니치전(나고야 돔)에서 두 리그 가장 빠른 30호 홈런을 기록했다. 전반전을 타율 0.312(리그 5위), 33홈런, 89타점 (홈런, 타점은 리그 톱)의 성적으로 끝났다. 후반전은 7월 31일 한신 타이거스 16차전(고시엔)에서 8월 2일 주니치 14차전(진구 야구장)에 걸쳐 NPB 사상 최초로 5연타석 연속 홈런을 기록했다(상세후술).
7월은 8홈런, 17타점, 장타율 0.742, 출루율 0.471의 성적으로 2개월 연속 월간 MVP로 선정됐다. 그 후도 호조는 계속되었고, 8월 5일 대 요미우리 19차전(진구 야구장)을 마친 시점에서 39홈런, 98타점은 모두 리그 선두, 타율 0.320은 리그 3위였지만, 같은 6일에 피로감을 호소하면서 「특례 2022」에 의해 등록 말소됐다. PCR 검사로 음성 판정을 받아 다음 7일에는 재등록했지만, 이에 따라 2020년 6월 19일 동년 개막전부터 계속하고 있던 구단 최다 기록의 연속 4번 출전이 360경기에서, 아울러 2019년 5월 26일부터 계속하고 있던 연속 선발 출전이 454경기로, 같은 해 개막전부터 계속되고 있던 연속 경기 출전이 503경기에서 모두 멈췄다. 8월 11일 대 히로시마전(MAZDA Zoom-Zoom 스타디움 히로시마)에서 개인에 있어서도 처음이자 양리그 가장 빠른 40호 홈런을 기록했고, 22세 시즌 40호 도달은 NPB 사상 최연소 기록이 되었다. 9월 2일의 주니치전(진구 야구장)에서 3회말에 오노 유다이에서 받아친 홈런이, 2013년의 발렌틴 이래 9년 만 10번째(15번째), 일본 국적의 선수로서는 2002년의 마쓰이 히데키(요미우리) 이후 20년 만에 6번째가 되는 시즌 50호가 되었다. 또 22세에서의 50홈런 달성은 1964년 55홈런을 날린 오 사다하루의 24세를 밑도는 사상 최연소 기록 달성이 되었다. 헤이세이 태생으로서는 최초의 50홈런이 되었다. 9월 9일의 히로시마전(진구 야구장)에서 오세라 다이치에 53호를 치고, 1963년의 노무라 카츠야와 1985년의 오치아이 히로미쓰(52개)를 넘어선 일본 국적 선수의 최다 홈런 기록을 갱신. 9월 13일의 요미우리전(진구 야구장)에서 3회말에 스가노 토모유키로부터 1985년의 랜디 바스를 넘어선 54호를 기록했다. 그리고 9회말에 오타 다이세이로부터 이날 2개째가 되는 3점 홈런을 좌익석에 날려, 오 사다하루가 보유한 일본인 등록 선수의 프로 야구 시즌 최다 타이 기록(55호)에 58년만에 늘어섰다. 시즌 55호 홈런은 2013년 발렌틴 이후 9년 만에 다섯 번째이다. 9월 24일 DeNA전에서 시즌 24번째 고의 4구를 받는다. 올 시즌 24번째 고의 4구로 1995년 토마스 오마리를 넘어서는 구단 신기록이 되었다.
55호를 기록한 뒤 13경기에서 5안타·20삼진의 부진에 빠져, 수위 타자 다툼을 벌이고 있던 오오시마 요헤이(주니치)에 일시적 모단위의 근소한 차이까지 줄여졌지만, 무라카미가 타율을 0.317로 시작했던 같은 해 10월 2일, 오오시마는 시즌 최종전이 된 히로시마 25회전(마쓰다 스타디움)에서 무라카미의 타율을 뛰어넘지 못하면서(0.3142), 만일 무라카미가 다음날인 3일의 시즌 최종전을 3타수 무안타로 끝낸 경우에도 타율은 0.3148이 되기 때문에, 이 시점에서 무라카미의 수위 타자는 결정적이 되었다. 무라카미는 다음날 3일에 진구 야구장에서 열린 시즌 최종전이 되는 DeNA 25회전에서, 제1타석에서는 범타로 물러났지만, 제2타석으로 적시타를 쳤기 때문에, 나머지 5타석 범퇴해도(7타수 1안타에서도) 오오시마의 타율을 앞서는 것이 확정되었다. 그리고 시즌 공식전 최종 타석이 된 이 경기의 제4타석(7회말:시즌 612타석째)에서, 이리에 타이세이의 첫구(구속 151 km/h)를 우중간 홈런을 날려, 일본인 등록 선수 및  좌타자에 의한 시즌 최다신기록 56호 홈런을 달성했다. 이 홈런은 앞서 언급한 55호 홈런에서 14경기·61타석만의 홈런이었다. 타격 3개 부문의 최종 성적은 모두 리그 톱의 타율 0.318 (수위 타자), 56홈런(홈런왕), 134타점(타점왕)으로, 1938년의 나카지마 하루야스와 1982년의 오치아이 히로미쓰(모두 당시 28세)를 제치고, NPB 사상 최연소가 되는 22세로, 레이와 최초의 3관왕을 달성했다. NPB에 있어서의 3관왕은, 2004년의 마츠나카 노부히코(당시: 후쿠오카 다이에 호크스) 이래 18년 만에 8번째(통산 12번째)로, 세리그에서는 1986년의 랜디 바스(당시: 한신 타이거스) 이후 달성이다. 종반은 앞서 언급한 대로 부진을 겪었지만 시즌을 통해서는 3번의 월간 MVP를 획득해 구단 사상 29년 만에 두 번째 세리그 연패에 크게 공헌했다. 오픈 하우스 그룹은 56호 홈런과 3관왕을 기념해 당초 예정했던 1억 엔에서 3억 엔으로 대증액하는 형태로 집을 선물하기로 결정했다.

## 국가대표 경력
2021년 6월 16일, 도쿄 올림픽의 야구 일본 대표로 발탁됐다. 이 대회에서는 총 5경기에 8번 타자 겸 3루수로 선발 출전해 팀은 금메달을 획득했다. 개인으로서는 결승전 상대인 미국전에서 선제 솔로 홈런을 치는 등 타율 0.333(15타수 5안타), 1홈런, 3타점을 기록했다.

## 선수로서의 특징

### 타격

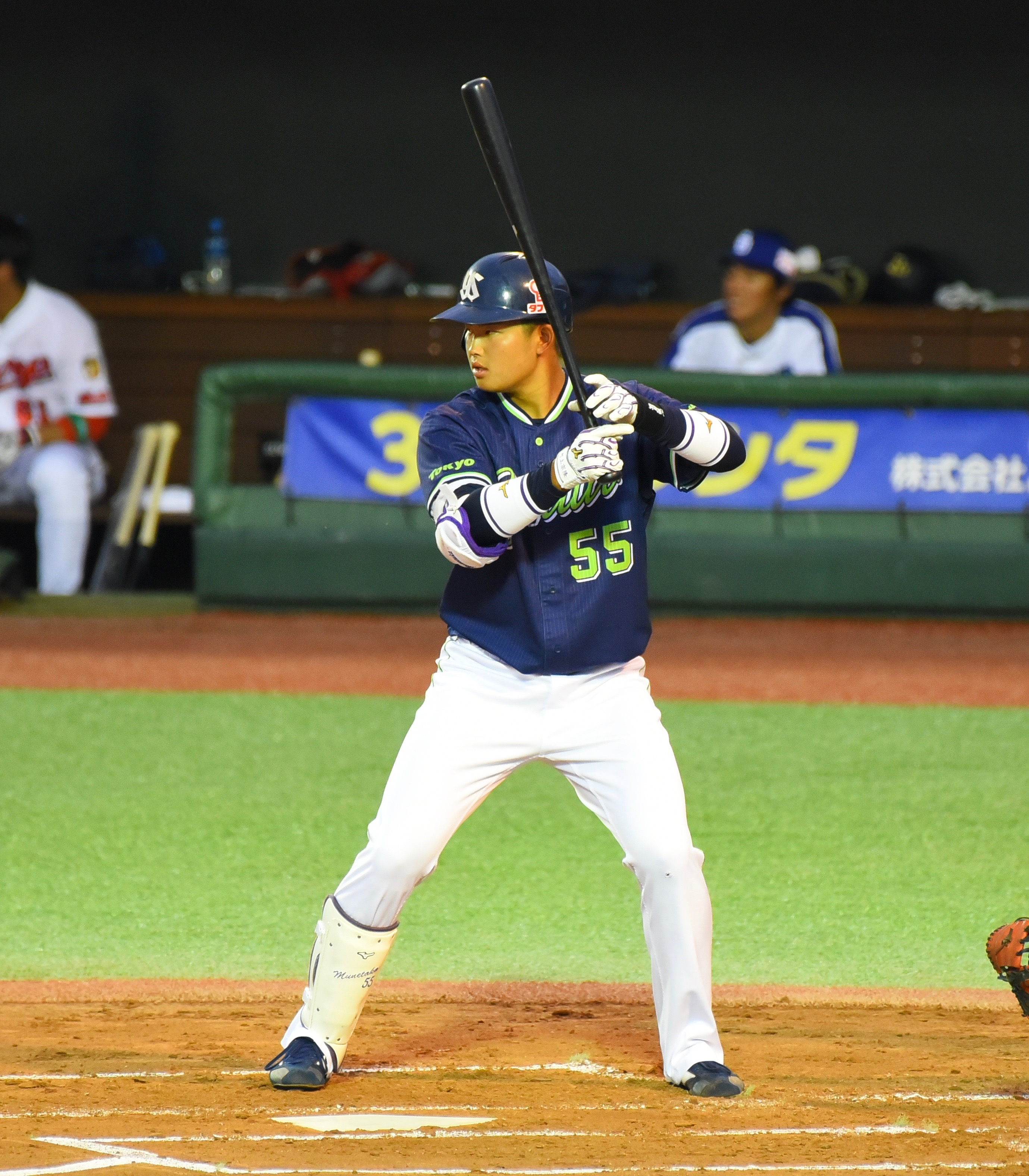
타석에서의 무라카미 (2018년 7월 12일, 메이지 진구 야구장에서)

스윙 스피드의 속도와 월등함의 비거리가 특징. 역방향으로의 장타력을 갖추고, 주니치의 야나기 유야는, 무라카미의 2019년의 성장만을 “인코스에 떨어뜨려 두면 좋았는데, 시즌 도중부터 팔꿈치를 접어 내각을 치도록 되었다”라고 무라카미를 평가하고 있다.

### 수비·주루
50미터 주행 6초 1, 포수로서의 2루 송구 타임은 최고 1도 1초 84. 내야수로서 수비력이 과제가 되고 있다.

### 신체능력
데드 리프트 200kg, 벤치 프레스 110kg, 오른손 악력 72kg, 왼손 악력 71kg이라는 신체 능력의 소유자다.(2017년 11월 시점)

## 5연타석 연속 홈런
2022년 7월 31일 한신 타이거스전(고시엔 구장)에서는 7회초, 9회초, 연장 11회초와 3타석 연속 홈런을 치고, 0-2의 열세에서 4-2의 역전 승리로 이어졌다. 그 다음날(8월 2일) 주니치 드래건스전(진구 야구장)에서는 1회말의 제1타석에서 우월에 38호 솔로 홈런을 치고, NPB 사상 타이 기록이 되는 4타석 연속 홈런을 기록했다. 이후 3회말의 제2타석에서는 좌중간에 2연타석 연속이 되는 39호 2점 홈런을 기록하고, NPB 사상 최초, MLB에서도 공식 기록이 없는 5연타석 연속 홈런을 달성했다. 6회말의 제3연타석의 결과는 좌익수 앞 2루타였다.
|   | 날짜     | 대전 상대 | 구장        | 회 | 타석 | 대전 투수       | 카운트 | 타석 결과   | 타점 | 출처                    |
| - | -------- | --------- | ----------- | -- | ---- | --------------- | ------ | ----------- | ---- | ----------------------- |
| 1 | 7월 31일 | 한신      | 고시엔 구장 | 7  | 3    | 와타나베 유다이 | 1-2    | 좌월 홈런   | 1    | [ 105 ] [ 106 ] [ 107 ] |
| 2 | 7월 31일 | 한신      | 고시엔 구장 | 9  | 4    | 이와자키 스구루 | 0-0    | 우월 홈런   | 1    | [ 105 ] [ 106 ] [ 107 ] |
| 3 | 7월 31일 | 한신      | 고시엔 구장 | 11 | 5    | 이시이 다이치   | 2-0    | 좌월 홈런   | 2    | [ 105 ] [ 106 ] [ 107 ] |
| 4 | 8월 2일  | 주니치    | 진구 야구장 | 1  | 1    | 야나기 유야     | 2-1    | 우월 홈런   | 1    | [ 104 ] [ 108 ] [ 109 ] |
| 5 | 8월 2일  | 주니치    | 진구 야구장 | 3  | 2    | 야나기 유야     | 3-2    | 좌중간 홈런 | 2    | [ 104 ] [ 108 ] [ 109 ] |

## 인물·에피소드
- 애칭은 「무네(ムネ)」(가족, 동료 등으로부터),[110][111] 「무라카미님(村神様)」(야쿠르트 입단 후에 신적인 활약을 보이는 무라카미에 대해, 인터넷상에서 불리게 된 말. 오리지널 상품으로 판매되는 등, 구단 공인의 애칭이 되고 있다)[112]가 있다.

- 어머니는 서예 선생님으로,[113] 무네타카 자신도 소년 시절은 서예를 배웠다.[114] 야쿠르트로부터 드래프트 지명을 받은 후 2017년 12월 8일에는 제39회 요미우리 학생 서전에서 입상(특선)한 것이 발표되고 있다.[115]

- 2021년에는 문예춘추 기획에서 수영 선수 이케에 리나코와 대담했다. 무라카미도, 이케에의 백혈병으로부터 완전 부활을 목표로 싸우는 모습에 대해, 「자신도 지고 있을 수 없네요. 어느 세계에서도 기분이 강하지 않으면 안 된다고 느꼈습니다.」라고 감명을 받았다고 한다.[116]

- 같은 팀의 선배인 야마다 테츠토와 매우 사이가 좋고, 2021년 도쿄 올림픽에서는 결승에서 미국 대표팀를 격파하고 금메달에 빛나자 마운드 부근에서 야마다를 공주님안기 하면서 기뻐하는 모습이 화제가 됐다. 이것은 사전에 야마다와 「우승하면 추억으로 뭔가 하자」라고 약속하고 있어, 무라카미도 「야마다 씨에게 『공주님 안아줘』라고 말해졌기 때문에 했습니다」라고 말하고 있다.[117][118]

- 오릭스 버팔로스의 니시우라 하야토와는 초등학교 시절부터 가장 친한 친구로 라이벌 관계에 있었고, 초·중학교에서는 여러 번 대전하고 있었다.[119] 그때부터 그는 “같이 프로로 가자”고 말했다고 한다.[119] 프로 진입 후인 2021년 시즌 동안 양측 특발성 대퇴골두괴사증의 영향으로 현역 은퇴를 결의한 니시우라로부터 “절대 우승하라”라고 메시지를 받았다.[119] 그 후, 무라카미가 소속한 야쿠르트는 훌륭하게 리그 우승을 거두었다. 무라카미는 “눈이 뜨거워졌습니다. 하야토가 한 차례 힘들어 했기 때문에 응원해 준다. 야구를 계속하고 싶어도 할 수 없는 사람이 있다. 하야토는 한계까지 도전했다. 자신도 후회가 없도록 해가고 싶다고 가슴에 새겼습니다.”라고 산케이 신문에 대한 수기에 쓰고 있다.[119]

- 형과 동생이 있는 삼형제로,[120] 모두가 야구 경험자이다. 형·토모유키는 TS·TECH에서 투수로서 소속하는 사회인 야구 선수로,[121] 도카이 대학 시절에는 메이지진구 야구 대회에서의 등판 경험도 있다.[122][123] 남동생·케이타는 무라카미와 마찬가지로 규슈가큐인 고등학교에서 내야수로서 활약 중에 있으며,[124] 3학년이었던 2022년 여름 고시엔에 출전했다.[125] 삼형제 중 신장은 무네타카가 가장 작다.[120]

- 2021년 시즌 후반, 입단 1년 차에 당시 2군 타격 코치였던 마츠모토 유이치는 앞으로 경기를 해야하는 시간에 쌀이나 면류 등의 탄수화물을 대량으로 섭취하는 점을 우려해 했다.[126]

- 아침잠에 약하며,[127] 자신의 Twitter에서도 일찍 일어나는 요령을 물어보고 있다.[128]

- 당시 요미우리 니오카 도모히로가 일본 프로야구 사상 처음으로 2연타석 연속 만루 홈런을 기록한 2006년 4월 30일의 요미우리 대 주니치전(도쿄돔)을 현지에서 관전한 것이 프로야구 선수를 목표로 삼았던 계기였다.[129]

- 제32회 도쿄 올림픽 야구 일본 대표(사무라이 재팬)로서 금메달을 획득한 영예를 인정받아, 2022년 1월 7일, 구마모토시 주오구에 위치한 모교인 규슈가쿠인 고등학교 근처에는, 기념의 골드 포스트(제45호)가 설치되었다.[130]

## 상세 정보

### 출신 학교
- 규슈가쿠인 고등학교

### 선수 경력
- 도쿄 야쿠르트 스왈로스(2018년 ~ )

국가 대표 경력
- 2020년 하계 올림픽 일본 국가대표
- 2023년 월드 베이스볼 클래식 일본 국가대표

### 수상·타이틀 경력

#### 타이틀
- 수위 타자 : 1회(2022년)
- 홈런왕 : 2회(2021년, 2022년)
- 타점왕 : 1회(2022년)
- 최고 출루율 : 2회(2020년, 2022년)
  - 21세 시즌에 획득한 홈런왕(2021년), 22세 시즌에 획득한 수위 타자·타점왕(2022년)은 모두 센트럴 리그 역대 최연소[주 8][131]

#### 수상
- MVP : 2회(2021년, 2022년) ※2022년에는 만장일치로 선정(센트럴 리그 역대 4번째)
- 신인왕(2019년)
- 베스트 나인 : 3회(2020년 ~ 2022년) [주 9]
- 쇼리키 마쓰타로상 : 1회(2022년) ※특별상
- 월간 MVP : 4회(야수 부문 : 2020년 6·7월,[44] 2022년 6월, 2022년 7월, 2022년 8월)
- 커미셔너 특별 수상 : 1회(2022년[주 10]) ※특별상
- 센트럴·퍼시픽 교류전 최우수 선수상(MVP) : 1회(2022년)
- 올스타전 감투 선수상 : 1회(2022년 2차전)
- 홈런 더비 닛산 리프상 : 1회(2021년)
- 호치 프로 스포츠 대상 프레시상(2019년)
- 히가시테쓰 공업 presents 삼기 아래의 권력상(2021년 3 - 5월도)[132]
- 오픈 하우스 특별 홈런상(2022년)[133]

### 개인 기록

#### 첫 기록
- 첫 출장·첫 선발 출장 : 2018년 9월 16일, 대 히로시마 도요 카프 22차전(메이지 진구 야구장), 6번·3루수로 선발 출장
- 첫 타석·첫 안타·첫 홈런·첫 타점 : 상동, 2회말에 오카다 아키타케로부터 우월 2점 홈런
- 첫 도루 : 2019년 5월 8일, 대 한신 타이거스 9차전(메이지 진구 야구장), 12회말에 2루 안착(투수: 시마모토 히로야, 포수: 우메노 류타로)

#### 기록 달성 경력
- 통산 100홈런 : 2021년 9월 19일, 대 히로시마 도요 카프 18차전(메이지 진구 야구장), 1회 말에 다카하시 고야로부터 우월 솔로 홈런 ※역대 303번째, 21세 7개월에서의 달성은 NPB 사상 최연소 기록[50]
- 통산 150홈런 : 2022년 8월 26일, 대 요코하마 DeNA 베이스타즈 17차전(요코하마 스타디움), 6회초에 오쓰키 신이치로부터 우월 솔로 홈런 ※역대 179번째, 22세 6개월에서의 달성은 사상 최연소, 프로 5년차 달성은 기요하라 가즈히로 이후 사상 2번째[134]

#### 기타
- 타격 부문 3관왕 : 1회(2022년) ※역대 8번째, 레이와 시대에서는 최초, 헤이세이 시대에 태어난 선수로는 최초. 22세 시즌 달성은 역대 최연소. 타율 0.318은 3관왕 최저 기록, 56홈런은 3관왕 최다 기록
- 첫 타석 홈런 : 역대 64번째(2018년)
- 19세 6개월에서의 끝내기 홈런 : 2019년 8월 12일, 대 요코하마 DeNA 베이스타스 19차전(메이지 진구 야구장), 9회말에 야마사키 야스아키로부터 중월 역전 끝내기 2점 홈런 ※사상 최연소[135]
- 고졸 2년째 이내 시즌 36홈런(2019년) ※NPB 타이 기록(나카니시 후토시와 타이 기록)
- 고졸 2년째 이내 시즌 96타점(2019년) ※NPB 기록
- 시즌 184삼진(2019년) ※센트럴 리그 기록 및 일본인 기록
- 한 이닝 3도루 : 2020년 11월 5일, 대 한신 타이거스 24차전(한신 고시엔 구장), 2회초에 기록(투수: 니시 유키, 포수: 우메노 류타로) ※역대 17번째
- 첫회 4번 타자로서의 만루 홈런 : 2021년 9월 21일, 대 요코하마 DeNA 베이스타스 18차전(요코하마 스타디움), 1회초에 사카모토 유야로부터 ※센트럴 리그에서는 역대 10번째, 11번째[136]
- 21세 시즌에서의 MVP : 2021년 ※센트럴 리그 최연소[137]
- 21세 시즌에서의 시즌 홈런왕 획득 ※21세 이하에서의 획득은 역대 7명째이자 9번째, 마치다 유키히코와 함께 센트럴 리그 최연소 타이 기록[137]
- 21세 시즌에서의 100타점：2021년 ※사상 최연소[137]
- 21세 시즌에서의 100사구：2021년 ※사상 최연소[137]
- 3년 연속 좌측 방향으로 2자리 홈런: 2019년 - 2021년 ※좌타자 사상 4번째[137]
- 2경기 연속 만루 홈런 : 2022년 5월 6일 - 7일, 대 요미우리 자이언츠 7차전, 3회초에 호리타 겐신으로부터, 대 요미우리 자이언츠 8차전, 3회초에 맷 슈메이커로부터(도쿄 돔) ※역대 9번째[138]
- 월간 9차례의 승리 타점：2022년 6월 ※양대 리그제 이후 최다 기록[139]
- 월간 5차례의 한 경기 연타석 홈런 : 상동 ※역대 3번째[140]
- 5연타석 연속 홈런 : 2022년 7월 31일 - 8월 2일, 대 한신 타이거스 16차전(한신 고시엔 구장), 7회초에 와타나베 유다이, 9회초에 이와자키 스구루, 11회초에 이시이 다이치로부터, 대 주니치 드래건스 14차전(메이지 진구 야구장), 1회말과 3회말에 야나기 유야로부터 ※NPB 기록
- 14타석 연속 출루(2022년 8월 26일 ~ 28일) ※역대 2위 타이
- 시즌 50홈런 : 2022년 ※역대 10명째이자 15번째, 일본인 선수로는 2002년 마쓰이 히데키 이후 역대 6번째, 22세 시즌에서의 도달은 세계 최연소, 119경기까지의 도달은 NPB 역대 3번째로 빠른 기록[141]
- 시즌 56홈런 : 2022년 역대 2위 ※일본인 최다 기록
- 시즌 4개의 만루 홈런 : 2022년 ※역대 공동 2위
- 홈런왕으로서 2위와의 개수차 26개 : 2022년 ※NPB 기록
- 시즌 134타점 : 2022년 ※랜디 바스와 나란히 NPB 좌타자 타이 기록
- 타점왕으로서 2위와의 점수차 47점 : 2022년 ※NPB 기록
- 3년 연속 최다 볼넷 : 2020년 ~ 2022년 ※오 사다하루, 오치아이 히로미쓰에 이은 센트럴 리그 역대 공동 3위
- 올스타전 출장 : 3회(2019년, 2021년, 2022년)

### 등번호
- 55(2018년 ~ )

### 연도별 타격 성적
| 연 도      | 소 속      | 경 기 | 타 석 | 타 수 | 득 점 | 안 타 | 2 루 타 | 3 루 타 | 홈 런 | 루 타 | 타 점 | 도 루 | 도 루 자 | 희 생 번 | 희 생 플 | 볼 넷 | 고 4 | 사 구 | 삼 진 | 병 살 타 | 타 율 | 출 루 율 | 장 타 율 | O P S |
| ---------- | ---------- | ----- | ----- | ----- | ----- | ----- | ------- | ------- | ----- | ----- | ----- | ----- | -------- | -------- | -------- | ----- | ---- | ----- | ----- | -------- | ----- | -------- | -------- | ----- |
| 2018년     | 야쿠르트   | 6     | 14    | 12    | 1     | 1     | 0       | 0       | 1     | 4     | 2     | 0     | 0        | 0        | 0        | 2     | 0    | 0     | 5     | 0        | .083  | .214     | .333     | .548  |
| 2019년     | 야쿠르트   | 143   | 593   | 511   | 76    | 118   | 20      | 0       | 36    | 246   | 96    | 5     | 4        | 0        | 3        | 74    | 5    | 5     | 184   | 9        | .231  | .332     | .481     | .814  |
| 2020년     | 야쿠르트   | 120   | 515   | 424   | 70    | 130   | 30      | 2       | 28    | 248   | 86    | 11    | 5        | 0        | 1        | 87    | 12   | 3     | 115   | 8        | .307  | .427     | .585     | 1.012 |
| 2021년     | 야쿠르트   | 143   | 615   | 500   | 82    | 139   | 27      | 0       | 39    | 283   | 112   | 12    | 7        | 0        | 3        | 106   | 6    | 6     | 133   | 12       | .278  | .408     | .566     | .974  |
| 2022년     | 야쿠르트   | 141   | 612   | 487   | 114   | 155   | 21      | 1       | 56    | 346   | 134   | 12    | 7        | 0        | 0        | 118   | 25   | 7     | 128   | 7        | .318  | .458     | .710     | 1.168 |
| 통산 : 5년 | 통산 : 5년 | 553   | 2349  | 1934  | 343   | 543   | 98      | 3       | 160   | 1127  | 430   | 40    | 23       | 0        | 7        | 387   | 48   | 21    | 565   | 36       | .281  | .405     | .583     | .988  |

- 2022년 시즌 종료 기준
- 굵은 글씨는 시즌 최고 성적.

### 연도별 타격 성적 소속 리그내에서의 순위
| 연 도 | 연 령 | 리 그       | 타 율 | 홈 런 | 타 점 | 도 루 | 안 타 | 출 루 율 |
| ----- | ----- | ----------- | ----- | ----- | ----- | ----- | ----- | -------- |
| 2018  | 18    | 센트럴 리그 | -     | -     | -     | -     | -     | -        |
| 2019  | 19    | 센트럴 리그 | -     | 3위   | 3위   | -     | -     | -        |
| 2020  | 20    | 센트럴 리그 | 5위   | 2위   | 2위   | 8위   | 5위   | 1위      |
| 2021  | 21    | 센트럴 리그 | -     | 1위   | 2위   | 7위   | 8위   | 2위      |
| 2022  | 22    | 센트럴 리그 | 1위   | 1위   | 1위   | 8위   | 4위   | 1위      |

- ‘-’는 10위 미만(타율, OPS는 규정 타석에 도달하지 않은 경우에도 ‘-’로 표기)
- NPB에서의 타격 타이틀은 수위 타자, 최다 홈런, 최다 타점, 최다 도루, 최다 안타, 최고 출루율
- 연도에서 굵은 글씨는 리그 최우수 선수(MVP) 수상

### 올림픽에서의 타격 성적
| 연 도 | 대 표 | 경 기 | 타 석 | 타 수 | 득 점 | 안 타 | 2 루 타 | 3 루 타 | 홈 런 | 루 타 | 타 점 | 도 루 | 도 루 자 | 희 생 번 | 희 생 플 | 볼 넷 | 고 의 사 구 | 몸 맞 | 삼 진 | 병 살 타 | 타 율 | 출 루 율 | 장 타 율 |
| ----- | ----- | ----- | ----- | ----- | ----- | ----- | ------- | ------- | ----- | ----- | ----- | ----- | -------- | -------- | -------- | ----- | ----------- | ----- | ----- | -------- | ----- | -------- | -------- |
| 2021  | 일본  | 5     | 19    | 15    | 6     | 5     | 0       | 0       | 1     | 8     | 3     | 0     | 1        | 0        | 0        | 4     | 2           | 0     | 6     | 0        | .333  | .474     | .533     |

### 연도별 수비 성적
| 연도 | 소속     | 1루   | 1루   | 1루   | 1루   | 1루   | 1루      | 3루   | 3루   | 3루   | 3루   | 3루   | 3루      |
| 연도 | 소속     | 경 기 | 척 살 | 보 살 | 실 책 | 병 살 | 수 비 율 | 경 기 | 척 살 | 보 살 | 실 책 | 병 살 | 수 비 율 |
| ---- | -------- | ----- | ----- | ----- | ----- | ----- | -------- | ----- | ----- | ----- | ----- | ----- | -------- |
| 2018 | 야쿠르트 | —     | —     | —     | —     | —     | —        | 3     | 0     | 7     | 1     | 2     | .875     |
| 2019 | 야쿠르트 | 124   | 949   | 60    | 5     | 92    | .995     | 28    | 18    | 42    | 10    | 3     | .857     |
| 2020 | 야쿠르트 | 94    | 640   | 51    | 6     | 49    | .991     | 54    | 30    | 84    | 8     | 7     | .934     |
| 2021 | 야쿠르트 | 19    | 75    | 8     | 0     | 7     | 1.000    | 137   | 96    | 196   | 13    | 17    | .957     |
| 2022 | 야쿠르트 | —     | —     | —     | —     | —     | —        | 141   | 93    | 232   | 15    | 19    | .956     |
| 통산 | 통산     | 237   | 1664  | 119   | 11    | 148   | .994     | 363   | 237   | 561   | 47    | 48    | .944     |

- 2022년 시즌 종료 기준
- 굵은 글씨는 시즌 최고 성적

### 등장곡
- 〈ともに〉 WANIMA (2018 ~ 2019년)
- 〈I CAN〉 EXPRESS (2019年) ※짝수 타석
- 〈夢〉 GReeeeN (2019년) ※홀수 타석→제2타석 (2019년 도중부터)
- 〈Happiness〉 아라시 (2019년) ※제1타석
- 〈ロッカールーム〉 AK-69 (2019년) ※제3타석
- 〈虹〉 후쿠야마 마사하루 (2020년) ※짝수 타석
- 〈My Time〉 Fabolous ft.Jeremih (2020년 ~ ) ※홀수 타석→제1타석 (2021년 도중부터)
- 〈U R not alone〉 GReeeeN (2021년) ※짝수 타석
- 〈グランドエスケープ - Movie edit〉 RADWIMPS (2021년 ~ ) ※제3타석
- 〈群青〉 YOASOBI (2021년 ~ ) ※제2타석
- 〈声〉 하루미 (2021년 도중부터) ※제3타석
- 〈旅立ちの前に〉 WANIMA (2021년 ~ ) ※제4

타석
- 〈Battle Scars〉 Lupe Fiasco & Guy Sebastian (2021년 11월 24일)[142]

### 내용주
1. ↑  드래프트 지명을 받은 시점에선 체중 98kg이었다.[1]
2. ↑  ‘다쿠마미나미 소야구부’(託麻南小野球部)라고도 불린다. 연식 야구팀으로 무네타카의 5학년 아래의 동생(2022년 시점에서 무네타카의 모교인 규슈가큐인 고등학교에 재학)도 이 팀에 소속돼 있었다.[9]
3. ↑  첫 타석 홈런은 같은 해 8월 19일의 야마모토 유다이(DeNA) 이후 64번째로, 야쿠르트에서는 2016년 9월 29일의 히로오카 다이시 이래, 2년 만에 8번째가 됐다. 고졸 신인의 첫 타석 홈런은 2017년 호소카와 세이야(DeNA) 이후 7번째로, 팀에서는 히로오카에 이어 두 번째가 됐다.[27]
4. ↑  일본 프로 야구 역사상 4위이며 1~3위는 모두 랄프 브라이언트(긴테쓰 버펄로스)가 기록했다.
5. ↑  한 이닝 3도루 성공은 센트럴 리그에서는 1953년의 쓰치야 고로(고쿠테쓰) 이후 67년 만에 세 번째, NPB 전체에서도 1979년의 시마다 마코토(니혼햄) 이후 41년 만에 17번째 기록이 됐다.[45]
6. ↑  오 사다하루는 일본에서 태어나 자란 탓에 일본인 등록이지만, 아버지가 중화민국 출신의 재일 화교이었기 때문에 일본 국적을 가지고 있지 않는다.(중화민국 국적)
7. ↑  시즌 56홈런은 2003년에 이승엽(대한민국·KBO 리그:삼성 라이온즈)가 2003년에 달성한 아시아인 최다 홈런  기록과 타이 기록이다.[87]
8. ↑  타점왕은 1958년 나가시마 시게오, 1962년 오 사다하루와 역대 최연소 타이 기록.[131]
9. ↑  내역은 다음과 같다.
  - 1루수 부문 : 2020년
  - 3루수 부문 : 2021년, 2022년
10. ↑  타격 부문 3관왕 획득, 5타석 연속 홈런, 역대 2위에 해당되는 시즌 56홈런을 세운 공로로 선정됐다.

1. ↑  월간 35타점은 블라디미르 발렌틴와 나란히 구단 최다 타이 기록이 되었다.[66]
2. ↑  이 홈런에서 2년 연속 30호 홈런을 두 리그 가장 빠르게 기록하게 되었다[68]. 이것은 일본인 좌타자로는 1997, 1998년에 마츠이 히데키(요미우리)가 달성한 이래[68]24년만이 된다.
3. ↑  7월 17일의 DeNA전(요코하마 스타디움))에서 84타점을 기록하고, 2003년의 알렉스 라미레스(83타점)이 보유하고 있던 전반전에서의 타점 구단 기록 갱신[70] 최종적으로 89타점까지 기록을 늘렸다.
4. ↑  야쿠르트에서 2개월 연속 월간 MVP는 2001년 4월과 5월의 로베르토 페타지니 이후 두 번째.

### 참조주
1. 1 2 3 4 5  『熊本日日新聞』2017年10月27日朝刊スポーツ面11頁「プロ野球 ドラフト会議 村上（九学）感激 1位競合 3球団指名ヤが交渉権 「いつか日の丸を」」（野方信助）「「憧れの選手に」 両親からエール」（熊本日日新聞社）
2. ↑  “ヤクルト - 契約更改 - プロ野球”. 닛칸 스포츠. 2022년 12월 9일. 2022년 12월 9일에 확인함.
3. ↑  “야쿠르트·무라카미 무네타카가 최연소 40호 도달”. 《산케이 스포츠》 (산케이 디지털). 2022년 8월 11일. 2022년 8월 11일에 확인함.
4. ↑  박세운 (2022년 10월 4일). “무라카미, 일본인 최다 56홈런 신기록에 '30억' 집 선물 받는다”. 노컷뉴스. 2022년 10월 4일에 확인함.
5. ↑  “吉本興業、東京ヤクルト・村上宗隆選手とマネジメント契約締結を発表”. 《ORICON NEWS》. オリコン. 2021년 3월 23일. 2023년 1월 30일에 확인함.
6. 1 2  “「気になる！くまもと」Vol.1009” (일본어). 구마모토현. 2022년 3월 24일. 2022년 8월 20일에 원본 문서에서 보존된 문서. 2022년 8월 20일에 확인함.
7. 1 2 3  “《速報》プロ野球ドラフト会議 村上宗隆選手東京ヤクルトから１位指名！”. 《九州学院中学校・高等学校》 (일본어). 2017년 10월 26일. 2022년 8월 20일에 원본 문서에서 보존된 문서. 2022년 8월 20일에 확인함.
8. ↑  浜田哲男 (2022년 8월 24일). “ヤクルト・村上宗隆を少年時代に指導した、松永浩美が語る打撃の進化”. 《週プレNEWS》. 集英社. 2023년 1월 14일에 확인함.
9. ↑  山崎清文 (2022년 6월 24일). “兄・ヤクルト村上宗隆よ「いつか見ていろ」　兄より長身の弟・慶太内野手が最後の夏 （2ページ目）”. 《니시닛폰 스포츠》 (일본어) (니시닛폰 신문사). 2면. 2022년 8월 20일에 원본 문서에서 보존된 문서. 2022년 8월 20일에 확인함.
10. ↑  “ヤクルト村上宗隆「桁違い」の伝説　松坂世代ドラ1大砲とその父が明かす”. 《니시닛폰 스포츠》 (일본어) (니시닛폰 신문사). 2022년 7월 13일. 2면. 2022년 8월 20일에 원본 문서에서 보존된 문서. 2022년 8월 20일에 확인함.
11. 1 2  森祥太郎 (2022년 4월 18일). “ヤクルト・村上宗隆「食らいついて」熊本地震から６年…故郷への思いを乗せた同点打”. 《サンケイスポーツ》 (일본어) (産経デジタル). 1면. 2022년 8월 20일에 원본 문서에서 보존된 문서. 2022년 8월 21일에 확인함.
12. ↑  “ヤクルト・村上宗隆　「清宮の外れ1位」が覚醒するまで”. 슈칸 포스트. 2021년 10월 19일. 2021년 11월 5일에 확인함.
13. ↑  “村上宗隆 プロフィール”. 슈칸 베이스볼 ONLINE. 2021년 11월 5일에 확인함.
14. ↑  “九州学院 対 遊学館 - スコア速報 - 第97回高校野球選手権（2015） : 日刊スポーツ”. 닛칸 스포츠. 2021년 10월 25일에 확인함.
15. 1 2  아카오 유키 (2017년 12월 22일). “ヤクルトＤ１・村上、バレ＆山田に弟子入り志願「打撃論聞きたい」”. 《산케이 스포츠》. 2018년 5월 8일에 확인함.
16. ↑  스도 요시히로 (2017년 10월 27일). “燕１位に「肥後のベーブ・ルース」九州学院高・村上／ドラフト”. 《산케이 스포츠》. 2020년 5월 23일에 확인함.
17. ↑  “ＤｅＮＡ３位伊勢、ヤクルト村上に「敬語使わせる」”. 《닛칸 스포츠》 (일본어) (닛칸 스포츠 신문사). 2019년 11월 2일. 2022年9月29日에 원본 문서에서 보존된 문서. 2022년 9월 29일에 확인함.
18. ↑  “【ドラフト】トヨタ自動車・吉野光樹がDeNAから２位指名、１年後輩の村上宗隆との対戦熱望”. 닛칸 스포츠. 2022년 10월 20일. 2023년 1월 4일에 확인함.
19. ↑  “ヤクルトは外れ１位で九州学院・村上　３球団競合”. 닛칸 스포츠. 2017년 10월 26일. 2018년 9월 2일에 확인함.
20. ↑  『熊本日日新聞』2017年10月27日朝刊第3版一面1頁「ドラフト 村上（九学） ヤクルト1位 清宮は日ハム交渉権」（熊本日日新聞社）
21. ↑  “ヤクルト１位村上は55番！目指すは燕のゴジラだ”. 닛칸 스포츠. 2017년 11월 12일. 2018년 9월 2일에 확인함.
22. ↑  “ドラ１村上宗隆、三塁手転向で輝く／ヤクルト一押し”. 《닛칸 스포츠》. 2017년 12월 23일. 2018년 5월 8일에 확인함.
23. ↑  요코하마 나오모리 (2018년 5월 2일). “【구계 여기만의 이야기(1258)】야쿠르트 D1·무라카미 무네타카, 이스턴에서 부동의 주전 미키 2군 수석 코치가 매력을 말한다”. 《산케이 스포츠》. 2018년 5월 8일에 확인함.
24. ↑  “【야쿠르트】드래１무라카미가 팜 월간 ＭＶＰ”. 스포츠호치. 2018년 7월 11일. 2018년 9월 2일에 확인함.
25. ↑  “야쿠르트 무라카미 「나의 특색」적극적으로 1안타 1도루”. 닛칸스포츠. 2018년 7월 12일. 2018년 9월 2일에 확인함.
26. ↑  “야쿠르트·드래 1 무라카미가 충격 데뷔 고졸신인 사상 7번째 첫 타석 첫 홈런”. 닛칸스포츠. 2018년 9월 16일. 2018년 9월 17일에 확인함.
27. ↑  “야쿠르트 무라카미, 고졸 신인에서는 팀에서 두 번째 쾌거”. 《닛칸스포츠》 (일본어). 2018년 9월 16일. 2018년 9월 21일에 확인함.
28. ↑  “야쿠르트·드래 1 무라카미, 2000년대 출생 1호 고졸 신인구단 두 번째 첫 타석 첫 홈런”. 데일리 스포츠 online. 2018년 9월 17일. 2021년 9월 8일에 확인함.
29. ↑  베이스볼 매거진사 《슈칸 베이스볼》 2018년 10월 1일호 p.91.
30. ↑  “야쿠르트 무라카미 80만 증가 「홈런 1개에서는 아직」”. 닛칸스포츠. 2018년 11월 21일. 2021년 5월 2일에 확인함.
31. ↑  “야쿠르트 V 탈회 신타선!  「6번」 무라카미, 구단 3루 최연소 19세 1개월 개막 선발에”. SANSPO.COM. 2019년 3월 29일. 2020년 11월 6일에 확인함.
32. ↑  “야쿠르트 무라카미가 고졸 2년차 10호 니카니시 제외한 가장 빠른 오다이”. 닛칸스포츠. 2019년 5월 12일. 2021년 6월 13일에 확인함.
33. ↑  “야쿠르트 아오키, 야마다 테츠토 선발 외 4번에 무라카미 무네타카”. 닛칸스포츠. 2019년 5월 12일. 2021년 6월 13일에 확인함.
34. ↑  “야쿠르트 무라카미 역전에서 구연표 「자신의 스윙」 관통에”. 《닛칸스포츠》 (일본어). 2019년 6월 24일. 2019년 9월 29일에 확인함.
35. ↑  “야쿠르트 무라카미 「긴장」에 홈런 경쟁에서 간판 직격탄”. 《닛칸스포츠》 (일본어). 2019년 7월 12일. 2019년 9월 29일에 확인함.
36. ↑  “야쿠르트·무라카미, 사상 최연소 사요나라탄! 야마자키 부서진 역전 25호 2런”. 《SANSPO.COM (산스포)》 (일본어). 2019년 8월 13일. 2019년 9월 29일에 확인함.
37. ↑  “무라카미가 고졸 2년차 첫 30호, 10대 첫 월간 10호”. 《닛칸스포츠》 (일본어). 2019년 8월 22일. 2019년 9월 29일에 확인함.
38. ↑  “야쿠르트 무라카미가 고졸 2년차 이내의 역대 최다 타점에 87타점으로 니카니시 후토시를 넘는”. 《Full-Count》 (일본어). 2019년 9월 4일. 2019년 10월 6일에 확인함.
39. ↑  “야쿠르트 무라카미 36호, 나카니시와 넘어선 고졸 2년차 이내 최다”. 《닛칸스포츠》 (일본어). 2019년 9월 17일. 2019년 9월 29일에 확인함.
40. ↑  “야쿠르트 무라카미 174K 세계 기록 갱신 「또 내일부터」”. 닛칸스포츠. 2019년 9월 14일. 2021년 6월 13일에 확인함.
41. ↑  “야쿠르트·무라카미가 4500만 엔으로 개혁 신인왕으로 5배”. 《SANSPO.COM》. 2019년 12월 16일. 2021년 5월 2일에 확인함.
42. ↑  “신인왕은 센트럴 야쿠르트의 무라카미, 퍼시픽은 소프트뱅크 타카하시 레이”. 산케이 신문. 2019년 11월 26일. 2019년 12월 12일에 확인함.
43. ↑  “【NPB 어워드】신인왕 투표의 내역은…무라카미는 지카모토와 39표차의 접전을 제시하고, 타카하시 레이는 「압승」”. Full-Count. 2019년 11월 26일. 2021년 9월 10일에 확인함.
44. 1 2  “【야쿠르트】무라카미 무네타카가 월간 MVP를 첫 수상 20세 시즌은 구단 최연소”. 스포츠호치. 2020년 8월 12일. 2020년 8월 14일에 확인함.
45. ↑  “야쿠르트 무라카미 67년만 한 이닝 2도루, 3도루, 혼루”. 닛칸스포츠. 2020년 11월 5일. 2020년 11월 5일에 확인함.
46. 1 2  “2020년도 센트럴 리그 개인 타격 성적(규정 타석 이상)”. 일본야구기구. 2020년 12월 23일에 확인함.
47. 1 2 3 4 5  “야쿠르트·무라카미가 구단 가장 빠른 1억엔! 다르빗 슈나 마군에게 넘어선 고졸 4년차에 도달”. 《SANSPO.COM》. 2020년 12월 7일. 2020년 12월 23일에 확인함.
48. 1 2  “야쿠르트·무라카미, 이치로 넘어 최연소 20세로 최고! 전 경기 4번 출전도 기록 갱신”. 《SANSPO.COM》. 2020년 11월 5일. 2021년 5월 1일에 확인함.
49. ↑  “下馬評覆して前半戦躍進のヤクルト　OB飯田哲也氏が挙げる優勝へのキーマンは？” (일본어). Full-Count. 2021년 8월 11일. 2021년 9월 10일에 확인함.
50. 1 2  “「바케몬이나로」 「이차원」 야쿠르트 무라카미의 사상 최연소 100호에 팬 경악 & 축복”. 《Full-Count》. 2021년 9월 19일. 2021년 9월 19일에 확인함.
51. ↑  “히로시마 스즈키 세이야 두 번째 수위 타자, 야쿠르트 무라카미 무네타카 최연소 홈런왕/세타이틀”. 《닛칸스포츠》 (일본어). 2021년 11월 1일. 2021년 11월 2일에 확인함.
52. ↑  “야쿠르트·무라카미 왕 넘어 최연소 홈런 & 사구의 “2관” - 스포니치 Sponichi Annex 야구”. 《스포니치 Sponichi Annex》 (일본어). 2021년 12월 15일에 확인함.
53. ↑  “프로야구·연간 MVP는 야쿠르트 무라카미와 오릭스 야마모토 세파 모두 V 원동력이 경력 첫 수상｜ BASEBALL KING”. 《BASEBALL KING》 (일본어). 2021년 12월 15일에 확인함.
54. ↑  “【일본Ｓ】야쿠르트·무라카미 무네타카가 8회에 이겨 2런! 7회까지 1실점의 오쿠가와 쿄노부의 호투에 응한다”. 《스포츠호치》 (일본어). 2021년 11월 20일. 2021년 12월 15일에 확인함.
55. ↑  “【일본Ｓ】야쿠르트·무라카미 무네타카, 시리즈 2호는 「찬스 메이크하자는 기분으로」”. 《스포츠호치》 (일본어). 2021년 11월 26일. 2021년 12월 15일에 확인함.
56. ↑  “삼기의 주포·무라카미 무네타카가 대호 울음 일본 제일에 눈물 멈추지 않고 팬 「감동했다」 「이쪽도 울다」”. 《Full-Count (풀카운트) ― 야구 뉴스·속보·칼럼》 (일본어). 2021년 11월 28일. 2021년 12월 15일에 확인함.
57. ↑  INC, SANKEI DIGITAL (2021년 12월 15일). “MVP는 야쿠르트·무라카미 무네타카, 오릭스·야마모토 요시노부가 모두 첫 수상”. 《산스포》 (일본어). 2021년 12월 15일에 확인함.
58. ↑  “센트럴 리그 최연소! 야쿠르트 무라카미 무네타카 MVP 21세 이하로 수상은 사상 6번째 - 프로야구 : 닛칸스포츠”. 《nikkansports.com》 (일본어). 2021년 12월 15일에 확인함.
59. ↑  “야쿠르트 무라카미 무네타카 1·2억엔 증가 2·2억엔, 고졸 5년째 야수로 사상 최고액”. 닛칸스포츠. 2021년 12월 20일. 2021년 12월 21일에 확인함.
60. ↑  INC, SANKEI DIGITAL (2022년 4월 2일). “【히어로 토크】사요나라 안타의 야쿠르트·무라카미 무네타카 「들어간다고 생각했지만… 열심히 밥 먹습니다」”. 《산스포》 (일본어). 2022년 6월 29일에 확인함.
61. ↑  “타카하시 투수가 6회 2실점의 호투로 3승째! 무라카미 선수가 2시합 연발이 되는 9호 만루 홈런!  6대 2로 승리!”. 《도쿄 야쿠르트 스왈로즈》 (일본어). 2022년 5월 7일. 2022년 5월 7일에 확인함.
62. ↑  “【야쿠르트】무라카미 무네타카가 구단 사상 최초의 2경기 연속 만루 홈런의 쾌거 NPB 사상 9번째, 세리그 3번째”. 스포츠 호치. 2022년 5월 7일. 2022년 5월 7일에 확인함.
63. ↑  “【야쿠르트】4번이 결정했다! 무라카미 무네타카의 14호 2런으로 올 시즌 3번째 사요나라 승리”. 《스포츠 호치》 (일본어). 2022년 5월 24일. 2022년 6월 29일에 확인함.
64. ↑  모리 쇼타로 (2022년 6월 12일). “야쿠르트·무라카미 무네타카, 역전 만루 19호가 교류전 V탄! 세계 최초의 완전 우승 & 구단 신 9카드 승월”. 《산스포》 (일본어). 2022년 6월 29일에 확인함.
65. ↑  모리 쇼타로 (2022년 6월 14일). “야쿠르트·무라카미 무네타카, 구단 최초의 교류전 MVP 「정말 영광」 타율 .351, 6홈런, 13타점”. 《산스포》 (일본어). 2022년 6월 29일에 확인함.
66. ↑  “야쿠르트 무라카미 「3관왕」에 1리차! DeNA 사노 잡았다. 320 홈런은 9차, 타점은 19차의 초독주”. 《스포니치 Sponichi Annex 야구》. 주식회사 스포츠닛폰 신문사. 2022년 6월 29일. 2022년 7월 8일에 원본 문서에서 보존된 문서. 2022년 7월 20일에 확인함.
67. ↑  “6월도 「다이키 생명 월간 MVP상」에 야쿠르트 라이언 & 무라카미 18년 6월도 이래 투타 동시 수상”. 《스포니치 Sponichi Annex 야구》. 주식회사 스포츠닛폰 신문사. 2022년 7월 9일. 2022년 7월 11일에 원본 문서에서 보존된 문서. 2022년 7월 20일에 확인함.
68. 1 2 3  “야쿠르트 연연속 세파 최속 30호 코로나의 팀에 용기를 준 선제탄”. 《스포니치 Sponichi Annex 야구》. 주식회사 스포츠 닛폰 신문사. 2022년 7월 14일. 2022년 7월 16일에 원본 문서에서 보존된 문서. 2022년 7월 20일에 확인함.
69. ↑  “2022년도 센트럴 리그 개인 타격 성적(규정 타석 이상)”. NPB.jp 일본야구기구. 2022년 7월 24일에 원본 문서에서 보존된 문서. 2022년 8월 3일에 확인함.
70. ↑  “야쿠르트·무라카미 무네타카가 이번 시즌 84타점으로 전반전의 구단 신기록 한번에 선제 적시 2루타”. 《산스포(sanspo.com)》. 산업경제신문사. 2022년 7월 17일. 2022년 7월 19일에 원본 문서에서 보존된 문서. 2022년 8월 3일에 확인함.
71. ↑  “2022년도 센트럴 리그 리더스(타격 부문)”. NPB.jp 일본야구기구. 2022년 7월 29일에 원본 문서에서 보존된 문서. 2022년 8월 3일에 확인함.
72. ↑  “스왈로즈·무라카미는 52개＆140타점 페이스, 개막 출연의 용맹한 우완 투수 2관세의 타이틀 싸움”. Full-Count. 2022년 7월 25일. 2022년 8월 3일에 원본 문서에서 보존된 문서. 2022년 8월 3일에 확인함.
73. ↑  “야쿠르트 무라카미가 5연타석 연속 홈런 프로야구 첫 오 사다하루 등 넘어서”. 데일리 스포츠 online. 2022년 8월 2일. 2022년 8월 2일에 확인함.
74. ↑  “2022년 7월도 「오오키 생명 월간 MVP상」 수상 선수(센트럴 리그) 시상선수”. NPB.jp 일본야구기구. 2022년 8월 12일에 확인함.
75. ↑  일본 프로 야구 역대 7위
76. ↑  “야쿠르트 무네타카, PCR 검사는 음성 「특례 2022」로 말소도 앞으로는 타카츠 감독 「내일의 상태를 봐」”. 《스포니치》. 2022년 8월 6일. 2022년 8월 7일에 확인함.
77. ↑  “야쿠르트 무라카미, 코로나 특례로 말소 연속 출전은 503경기에”. 《일본경제신문》. 2022년 8월 6일. 2022년 8월 7일에 확인함.
78. ↑  “무라카미가 사상 최연소 40호 홈런왕, 아키야마를 넘어선 22세”. 데일리 스포츠 online. 2022년 8월 11일. 2022년 8월 14일에 확인함.
79. ↑  “【야쿠르트】무라카미 무네타카 50호! 02년 마츠이 히데키 이후의 일본 선수 오다이 도달 22세는 오 사다하루를 초과 최연소”. 《닛칸 스포츠》. 2022년 9월 2일. 2022년 9월 10일에 확인함.
80. ↑  “무라카미가 오 사다하루에 늘어선 55호 일본 선수 최다, 최연소 달성”. 2022년 9월 13일. 2022년 9월 14일에 확인함.
81. ↑  “야쿠르트 무라카미 구단 신 24번째의 고의 4구에는 한숨 95년 오마리의 구단 기록 뽑는다”. 《Sponichi Annex》 (일본어) (스포츠 닛폰 신문사). 2022년 9월 24일. 2022년 10월 4일에 원본 문서에서 보존된 문서. 2022년 10월 4일에 확인함.
82. ↑  『도쿄 주니치 스포츠』2022년 10월 4일자 지면 일면 1페이지 “YS 무라카미 56호 삼관왕 레이와 첫!!사상 최연소 22세”(주니치 신문 도쿄 본사)
83. ↑  “열렬한 수위 타자 다툼 야쿠르트·무라카미 무네타카를 쫓는 주니치·오오시마 요헤이 경기전에는 “8모차”도 2타석 연속 범퇴로 0.318으로 내려갔다”. 《요미우리 TV 뉴스》 (일본어) (요미우리 TV 방송). 2022년 9월 28일. 2022년 9월 28일에 원본 문서에서 보존된 문서.
84. ↑  “주니치·오오시마 요헤이의 역전 수위 타자는 절망적 야쿠르트·무라카미를 뛰어넘지 못하고 전 일정 종료”. 《산스포》 (일본어) (산케이 디지털). 2022년 10월 2일. 2022년 10월 4일에 원본 문서에서 보존된 문서. 2022년 10월 4일에 확인함.
85. 1 2  『스포츠호치』2022년 10월 4일자 지면 1페이지 「최종 143전째 마지막 612타석째 마지막 마지막으로 무라카미 님 56호 오 사다하루 초과  22세 최연소 3관왕의 저력 일본 선수 최다」(호치 신문사)
86. ↑  “【야쿠르트】무라카미 무네타카, 제2타석은 적시타의 56호 왕수로부터 59타석 아치 없이 3관왕 결정적”. 《스포츠호치》 (일본어) (호치 신문사). 2022년 10월 4일. 1면. 2022년 10월 3일에 원본 문서에서 보존된 문서. 2022년 10월 5일에 확인함.
87. ↑  “이승엽 씨 야쿠르트·무라카미 칭찬 「언제든 60홈런을 친다」 03년에 아시아 기록 56홈런”. 《Sponichi Annex》. 스포니치 신문사. 2022년 9월 18일. 2022년 10월 4일에 확인함.
88. 1 2  2022-10-04">『산케이스포츠』 2022년 10월 4일자 지면 제7판 22페이지 「최연소 22세!! 영화 첫 3관왕」(산업경제신문사)
89. ↑  “3관왕 : 각종 기록 달성자 일람 : 달성 기록”. 《NPB.jp》. 일본야구기구. 2022년 10월. 2022년 10월 5일에 원본 문서에서 보존된 문서. 2022년 10월 5일에 확인함.
90. ↑  「산케이 스포츠」2022년 10월 4일자 지면 제7판 2페이지 「오픈 하우스 3억 엔의 집 증정 「3관왕」에 덧붙여」(산업 경제 신문사)
91. ↑  “올림픽에 도전하는 사무라이 재팬 멤버 발표! 「프로야구 뉴스」해설진이 기대하는 선수는?”. BASEBALL KING. 2021년 6월 17일. 2021년 9월 9일에 확인함.
92. ↑  “대무대에서 풀려난 파워  「금」 부르는 <야구>”. 도쿄 신문. 2021년 8월 7일. 2021년 9월 10일에 확인함.
93. 1 2  “사무라이 재팬 비원의 금메달 획득! 21세 무라카미 무네타카의 최연소탄으로 도망친다”. 닛칸스포츠. 2021년 8월 7일. 2021년 9월 10일에 확인함.
94. ↑  “도쿄 올림픽, 대회 베스트 나인을 선출! 사무라이 재팬을 괴롭힌 각국의 강타자들도【도쿄 올림픽】”. 베이스볼 채널. 2021년 8월 8일. 2021년 9월 10일에 확인함.
95. ↑  “기대의 젊은 대형 슬러거 야쿠르트의 4번·무라카미 소타카”. 《후쿠이 신문》. 2019년 5월 15일. 2019년 9월 5일에 원본 문서에서 보존된 문서. 2019년 9월 16일에 확인함.
96. ↑  “야쿠르트 무라카미 당겨진 폼 닦기/와다 카즈히로 분석”. 《닛칸스포츠》 (일본어). 2019년 9월 18일. 2019년 10월 6일에 확인함.
97. ↑  “3요소 겹치는 진현상… 스왈로스를 “카모”라고 부를 수 없는 주니치・야나기『야쿠르트전 9선발』의 괴 「처음은 좋았지만…」”. 주니치 신문. 2019년 12월 12일. 2020년 3월 3일에 원본 문서에서 보존된 문서. 2019년 12월 12일에 확인함.
98. ↑  “포수라도 어쨌든 달리고 싶어? 드래프트 “탈출 1위”에서 3구단이 갖고 싶은 히고의 베이브·루스, 무라카미 무네타카의 굉장함 - 스포츠 - 뉴스”. 《슈프레NEWS》 (일본어). 2017년 11월 9일. 2019년 10월 6일에 확인함.
99. ↑  “타점 톱도 실책 최악…삼기·무라카미를 지지하는 의외의 인물은”. 《닛칸겐다이》. 2019년 6월 7일. 2019년 6월 21일에 확인함.
100. ↑  “스왈로스의 고지라다! D1의 규슈가큐인·무라카미, 가계약에 합의 등번호는 「55」”. 《SANSPO.COM》 (일본어). 2017년 11월 13일. 2019년 10월 6일에 확인함.
101. ↑  “무라카미 선수가 3타석 연속이 되는 홈런! 연장 끝에 4대 2로 승리!” (일본어). 도쿄 야쿠르트 스왈로스. 2022년 7월 31일. 2022년 8월 3일에 원본 문서에서 보존된 문서. 2022년 8월 3일에 확인함.
102. ↑  “무라카미 무네타카가 프로야구 타이의 4연타석 연속 홈런 타사상 14명째, 25년 만의 대기록”. Full-Count. 2022년 8월 2일. 2022년 8월 3일에 원본 문서에서 보존된 문서. 2022년 8월 3일에 확인함.
103. ↑  “프로야구 신기록 야쿠르트 무라카미 5타석 연속 홈런”. 《테레아침news (tv-asahi.co.jp)》. 주식회사 아사히 테레비. 2022년 8월 3일. 2022년 8월 3일에 원본 문서에서 보존된 문서. 2022년 8월 3일에 확인함.
104. 1 2  “2022년 8월 2일(화) 진구【ERA 세리그 공식전】　도쿄 야쿠르트 스왈로스 vs 주니치 드래건스 14회전 투타 성적”. NPB.jp 일본야구기구. 2022년 8월 3일에 원본 문서에서 보존된 문서. 2022년 8월 3일에 확인함.
105. ↑  “2022년 7월 31일(일)  고시엔 【JERA 세리그 공식전】한신 타이거스 vs 도쿄 야쿠르트 스왈로즈 16회전 투타 성적”. NPB.jp 일본야구기구. 2022년 8월 3일에 원본 문서에서 보존된 문서. 2022년 8월 3일에 확인함.
106. ↑  “2022년 7월 31일 【공식전】 경기 결과 (한신 vs 도쿄 야쿠르트)”. NPB.jp 일본야구기구. 2022년 8월 3일에 원본 문서에서 보존된 문서. 2022년 8월 3일에 확인함.
107. ↑  “2022년 7월 31일(일) 고시엔 【JERA 세리그 공식전】　한신 타이거스 vs 도쿄 야쿠르트 스왈로즈 16회전 경기 경과”. NPB.jp 일본야구기구. 2022년 8월 13일에 원본 문서에서 보존된 문서. 2022년 8월 14일에 확인함.
108. ↑  “2022년 8월 2일 【공식전】 경기 결과 (도쿄 야쿠르트 vs 주니치)”. NPB.jp 일본야구기구. 2022년 8월 3일에 원본 문서에서 보존된 문서. 2022년 8월 3일에 확인함.
109. ↑  “2022년 8월 2일(화) 진구 【JERA 세리그 공식전】도쿄 야쿠르트 스왈로즈 vs 주니치 드래건스 14회전 경기 결과”. NPB.jp 일본야구기구. 2022년 8월 3일에 원본 문서에서 보존된 문서. 2022년 8월 14일에 확인함.
110. ↑  SANKEI DIGITAL INC (2021년 8월 8일). “【독점수기】사무라이 재팬·무라카미의 아버지, 키미야 씨 「무네, 축하해. 히노마루를 짊어지고 세계와 싸우는 아들은 정말로 자랑입니다」”. 《산스포》 (일본어). 2021년 8월 24일에 확인함.
111. ↑  “야쿠르트·야마다 「무네는 굉장하다」 & 무라카미 「테츠토 씨는 슈퍼스타」 공주님 안기 콤비 「들기」 대담 - 스포니치 Sponichi Annex 야구”. 《스포니치 Sponichi Annex》 (일본어). 2022년 8월 26일에 확인함.
112. ↑  “【야쿠르트】「무라카미님」 무라카미 무네타카 「3관왕」 눈앞도 냉정 「또 내일 같이 치고 이길 수 있도록」 - 프로야구 : 닛칸스포츠”. 《nikkansports.com》 (일본어). 2022년 8월 2일에 확인함.
113. ↑  모리 쇼타로 (2022년 5월 8일). “야쿠르트·무라카미 무네타카, 구단 첫 2전 연속 만루포! 연패에 왔다 왔다! GW차지 8전”. 《산케이 스포츠》 (일본어) (산케이 디지털). 2면. 2022년 8월 20일에 원본 문서에서 보존된 문서. 2022년 8월 21일에 확인함.
114. ↑  야쿠르트 담당·나가사키 미기 (2018년 1월 9일). “【유토크】야쿠르트 D1·무라카미의 사인에 감탄 필적 똑같이 강력한 야구 인생을 그려”. 《산케이 스포츠》 (일본어) (산케이 디지털). 2022년 8월 20일에 원본 문서에서 보존된 문서. 2022년 8월 21일에 확인함.
115. ↑  『요미우리 신문』2017년 12월 9일 서부 조간 구마모토판 제2면 32페이지 「제39회 요미우리 학생서전 입상자=구마모토」(요미우리 신문 서부 본사) - 특선  이상의 입상자를 게재. 규슈가쿠인 고등학교 3년의 특선 입상자 가운데 「무라카미 무네타카」의 이름이 있다.
116. ↑  SANKEI DIGITAL INC (2021년 3월 10일). “야쿠르트·무라카미, 수영·이케에 리나코로부터 자극 완전 부활을 목표로 하는 모습에 「지고 있을 수 없다」”. 《산스포》 (일본어). 2021년 8월 24일에 확인함.
117. ↑  “야쿠르트 무라카미 무네타카 「『하자』라고 했기 때문에」 화제의 공주님 안기 이 뒷면은”. 《닛칸스포츠》 (일본어). 2021년 8월 10일. 2021년 8월 24일에 확인함.
118. ↑  SANKEI DIGITAL INC (2021년 8월 10일). “야쿠르트·무라카미가 리그 제패에서의 공주님 안기 약속⁉ 「하자고 말해지겠습니다」”. 《산스포》 (일본어). 2021년 8월 24일에 확인함.
119. 1 2 3 4  SANKEI DIGITAL INC (2021년 10월 27일). “【우승 특별 수기】야쿠르트·무라카미, 유언 실행 「팀을 이길 수 있는 4번」이 되었다 page2”. 《산스포》 (일본어). 2021년 10월 27일에 확인함.
120. 1 2  니시오 노리후미 (2022년 4월 6일). “「정말 비슷하다」 야쿠르트 무라카미 무네타카의 남동생(형보다 큰 190cm)가 보여준 3가지의 비범한 능력이란? 같은 규슈가쿠인, 구마모토 제패에 공헌”. 《Number Web》. 문예 춘추. 2022년 8월 30일에 확인함.
121. ↑  “야쿠르트·무라카미의 형과 친구 주니어가 사회인 야구 데뷔에 신규 등록의 테이에스텍 시동”. 《산스포》. 2021년 1월 11일.
122. ↑  가와시마 쇼이치 (2019년 11월 22일). “야쿠르트·무라카미 형이 격백 「야구는 대학 4년 봄에서 그만두려고 했습니다.」 토모유키를 기억한 안도 감독의 한마디”. 《고교야구닷컴》. 2면. 2021년 12월 13일에 원본 문서에서 보존된 문서. 2021년 12월 20일에 확인함.
123. ↑  “야쿠르트·무라카미의 형·토모유키, 사회인 야구 테이·에스텍으로 올 봄 데뷔!”. 《산스포》. 2021년 1월 12일.
124. ↑  “규슈가큐인의 무라카미 케이타, 무기는 장타력 형은 사무라이 재팬 고교 야구 구마모토 대회 10일 개막”. 《니시닛폰 스포츠》. 2021년 7월 2일.
125. ↑  “【고시엔】무라카미 무네타카의 동생, 규슈가쿠인·케이타가 성지 데뷔로 2장타 오른손으로 3루타, 펜스 직격 2루타”. 《닛칸스포츠》. 2022년 8월 13일. 2022년 8월 15일에 확인함.
126. ↑  무럭무럭 자라는 야쿠르트 무라카미 최연소 100호, 걱정은 경기 직전의 남김없이 먹는 것만? 닛칸스포츠 2021년 9월 19일 17시 57분 (2021년 1월 2일 확인)
127. ↑  INC, SANKEI DIGITAL (2021년 12월 28일). “야쿠르트·타카츠 신고 감독＆무라카미 무네타카가 라디오 프로그램 출연 무라카미가 서투른 것은…”. 《산스포》 (일본어). 2022년 1월 23일에 확인함.
128. ↑  “@munetaka55ys의 트윗”. 《Twitter》 (일본어). 2022년 1월 23일에 확인함.
129. ↑  「주니치 신문」2022년 5월 8일 주니치 신문 조간 스포츠면 25페이지 「무라카미 2전 연속 만루포 스왈로스 선두로 이끄는 감사의 포물선」(주니치 신문사)
130. ↑  “골드 포스트 프로젝트”. 수상 관저 올림픽·패럴림픽 레거시 추진실. 2022년 6월 9일에 확인함.}
131. 1 2  “【データＢＯＸ】三冠王のヤクルト・村上宗隆　本塁打は２位に２６本差、打点は２位に４７点差”. 《サンケイスポーツ》. 2022년 10월 3일. 2022년 10월 15일에 확인함.
132. ↑  ennoshita_YS (2021년 5월 31일). “【히가시테츠 공업 presents 삼키기 아래의 권력상 1회 3 ~ 5 월도 수상자 발표!】제 1회 3 ~ 5월도 # 무라카미 무네타카 선수로 결정! 무라카미 선수에게 축하 코멘트를 보내 상품 【히가시테쓰 공업 presents 삼기 아래의 권력상 1회 3 - 5월도 수상자 발표!】” (트윗). 2021년 10월 27일에 확인함.
133. ↑  “５６号達成のヤクルト村上宗隆にオープンハウスが１億円の家贈呈！”. 스포츠 호치. 2022년 10월 3일. 2022년 10월 3일에 확인함.
134. ↑  “【데이터】야쿠르트 무라카미 무네타카 150호에 이어 연발 시즌 복수 홈런 11도는 프로야구 타이 기록”. 《닛칸스포츠》. 2022년 8월 26일. 2022년 8월 26일에 확인함.
135. ↑  “【야쿠르트】19세 6개월 무라카미가 사상 최연소 사요나라 아치 「이상한 느낌이네요」”. 《스포츠 호치》. 2019년 8월 12일. 2022년 1월 23일에 확인함.
136. ↑  “야쿠르트·무라카미 「초구에서 칠 생각으로」승리 부르는 선제 만루탄! 팀 4연승은 「시마 씨 덕분에」”. 《스포츠 닛폰》. 2022년 1월 23일에 확인함.
137. 1 2 3 4 5  “【데이터】야쿠르트 무라카미 무네타카가 만든 「100」의 최연소 기록 3개는...”. 《닛칸 스포츠》. 2021년 12월 25일. 2022년 5월 7일에 확인함.
138. ↑  “【야쿠르트】무라카미 무네타카가 2경기 연속의 만루탄 프로야구 사상 9명째 세리그에서는 후지무라 후미오, 타이론 우즈에 이은 3명”. 《주니치 스포츠》. 2022년 5월 7일. 2022년 5월 7일에 확인함.
139. ↑  “【데이터】야쿠르트 무라카미 무네타카가 월간 12홈런의 자신 신기록, 월간 9도 V 타점은 요미우리 오가사와라 제외 최다”. 《닛칸 스포츠》. 2022년 6월 28일. 2022년 6월 28일에 확인함.
140. ↑  “【야쿠르트】파죽의 13 카드 연속 승리! 야마다 테츠토 15호 선제탄, 무라카미 무네타카 3연전 연발 28&29호”. 《닛칸 스포츠》. 2022년 6월 29일. 2022년 6월 29일에 확인함.
141. ↑  “【야쿠르트】무라카미 무네타카 50호! 02년 마츠이 히데키 이후의 일본 선수 큰 선 도달 22세는 오 사다하루 넘어선 최연소”. 《닛칸 스포츠》. 2022년 9월 2일. 2022년 9월 2일에 확인함.
142. ↑  “야쿠르트·무라카미가 에일 벤치 빗나간 동기·미야모토의 등장곡 사용(마이니치 신문)”. 《Yahoo!뉴스》 (일본어). 2021년 11월 25일에 원본 문서에서 보존된 문서. 2021년 11월 24일에 확인함.